# Chancenay
Chancenay är en kommun i departementet Haute-Marne i regionen Grand Est (tidigare regionen Champagne-Ardenne) i nordöstra Frankrike. Kommunen ligger i kantonen Saint-Dizier-Nord-Est som tillhör arrondissementet Saint-Dizier. År 2022 hade Chancenay 1 013 invånare.

## Befolkningsutveckling
Antalet invånare i kommunen Chancenay
| Referens: INSEE |